# Switch Style
Switch Style（スイッチスタイル）は、日本のハードコア・パンクバンド。

## 略歴
1993年3月、千葉県にてバンドを結成、デモテープをリリース。1993年 HG FACTより4曲入り7インチシングル「SWITCH STYLE」（1995年にCD化）をリリース。
1995年 SLAMレコードより発売されたコンピレーション・アルバム「FAR EAST HARDCORE」に3曲（アウェイ/フォーマイセルフ/ライフ。※他アルバムには未収録）を提供する。
1997年 YU-RI脱退。スリーピース・バンドになる。
1998年 アルバム「METRONOME」でメジャー・デビュー。
2001年 活動停止。
2008年 12月2日、Shibuya O-WESTで行われたゴリラ・ビスケッツ来日公演（REBIRTH OF HARDCOREPRIDE）にて、1日だけの復活ライブを行う。

## メンバー
- YU-RI
  - ボーカル・ギター担当
  - 現在はNUMB、MOLTALで活動中
  - 行政書士でもある[2]
- KENZO
  - ボーカル・ベース担当
  - 現在はkamomekamomeで活動中
- SHUHEI
  - ギター担当
  - 現在は会社経営
  - YOU X SUCK の弟
- YOU X SUCK
  - ドラム担当
  - 2019年9月12日、ZOZOTOWNを運営する株式会社ZOZOの代表取締役を退任
  - 現在は株式会社スタートトゥデイの代表取締役

## ディスコグラフィ

### シングル
- SWITCH STYLE  (1995年　HG FACT)

※1993年に発売された7"EPをCD化したもの。内容は同じ。
1. PASS
2. DISTANCE
3. WE JUST TESTIFY
4. WHY CAN YOU HATE

### アルバム
- ...TO INFINITY  (1997年6月21日　IndiVisualRecords　SDZC-3001)

1. IN SEARCH OF COVER
2. LINK
3. STRAGHT TO NOWHERE
4. SHADOWS(on my page)
5. LIGHTS AND SHADE
6. RECORDING

- METRONOME （1998年7月23日　BMGジャパン　BVCS-24001）
  - プロデューサー：ドン・フューリー Don Fury
  - マスタリング：ハウィー・ウェインバーグ Howie Weinberg

1. STRAIGHT AHEAD
2. PULL ME
3. 1975
4. EXIT
5. POWDER
6. D.
7. I’M USELESS
8. EASEL
9. MAN OF NOTHING
10. SOUL
11. I BURN THE LAST 3 YEARS

- 真空の森 （2000年10月25日　BMGファンハウス　BVCS-28004）
  - プロデューサー：亀田誠治

1. 真空の森
2. ロードショー
3. NO PLASTIC
4. 世界は丸い
5. 断崖に咲く花

- A FILM （2001年4月4日　BMGファンハウス　BVCS-21021）
  - プロデューサー：亀田誠治

1. ERROR TYPE
2. 憧憬
3. 甦生
4. 砂時計
5. 蝋人間
6. ユニーク
7. 覚醒
8. 航海
9. 断面図
10. AFRICA

### コンピレーション・アルバム参加
- FAR EAST HARDCORE （1995年　SLAMレコード　SMGP-4004）

「アウェイ」「フォーマイセルフ」「ライフ」を収録。
上記3曲は他アルバムには未収録。